# Club Atlético Milagro
El Club Atlético Milagro es un equipo de fútbol profesional de la ciudad de Milagro, Provincia de Guayas, Ecuador. Fue fundado el 17 de septiembre de 2012 . Su directiva aún está siendo confirmada, pero está integrada o conformada por el presidente, el vicepresidente, el Secretario, el Tesorero y el Coordinador.  Se desempeña en el Campeonato Provincial de Segunda Categoría del Guayas, también en la Segunda Categoría del Campeonato Ecuatoriano de Fútbol.
conformado por jugadores de categoría como: Luis Alexander Santillan Zambrano es uno de los goleadores que tenemos y que será transferidos a equipos como River Ecuador, Independiente del Valle, entre otros.
Está afiliado a la Asociación de Fútbol del Guayas.